# Blauwkeelparkiet
De blauwkeelparkiet (Pyrrhura cruentata) is een vogel uit de familie Psittacidae (papegaaien van Afrika en de Nieuwe Wereld). Het is een soort uit Brazilië, Bolivia en Argentinië.

## Kenmerken
De vogel is gemiddeld 30 cm lang en overwegend groen met rood op de buik, stuit en in de vleugelbocht. De slagpennen zijn gedeeltelijk blauw. De kruin en nek zijn donker gekleurd met roodbruine vlekken. Rond het oog en de oorstreek is de vogel oranjerood gekleurd. Onvolwassen vogels zijn doffer gekleurd met minder rood in de vleugels.

## Verspreiding en leefgebied
Deze soort komt voor in het zuidoosten van Brazilië. Het leefgebied bestaat uit tropisch regenwoud in laagland en heuvelland tot op 960 m boven zeeniveau, waar hij voorkomt in de boomkronen en vooral aan de randen van het bos. De vogel handhaaft zich in bos dat selectief is gekapt en ook in agrarisch gebied waar veel bomen gespaard blijven, zoals in en rond cacaoplantages. Daar foerageert de vogel op de vruchten en zaden van bomen die groeien in regenererend bos.

## Status
De blauwkeelparkiet heeft een versnipperd verspreidingsgebied waarbinnen het leefgebied wordt bedreigd door ontbossing. De vogel kan zich aanpassen aan agrarisch gebruikt land, mits daar genoeg bomen staan. Bij moderne landbouw is dit minder het geval en veel bosgebied wordt omgezet in weidegronden. Daardoor is de soort kwetsbaar (voor uitsterven). De grootte van de populatie werd in 2012 geschat op 3.500 tot 15.000 individuen en gaat in aantal achteruit en daarom staat deze parkiet op de Rode Lijst van de IUCN.
Er gelden strenge beperkingen voor de handel in deze parkiet, want de soort staat in de Bijlage I van het CITES-verdrag.